# Courtemaîche
Courtemaîche est une ancienne commune suisse du canton du Jura, située dans le district de Porrentruy. Elle a fusionné le 1er janvier 2009 avec Buix et Montignez pour former la commune de Basse-Allaine.

## Transport
La gare de Courtemaîche, gare ferroviaire ouverte, située sur la ligne de Delémont à Delle et sur la ligne militaire de Courtemaîche à Bure.